# Agnocoris utahensis
Agnocoris utahensis är en insektsart som beskrevs av Moore 1955. Agnocoris utahensis ingår i släktet Agnocoris och familjen ängsskinnbaggar. Inga underarter finns listade i Catalogue of Life.